# Санта-Сусанна

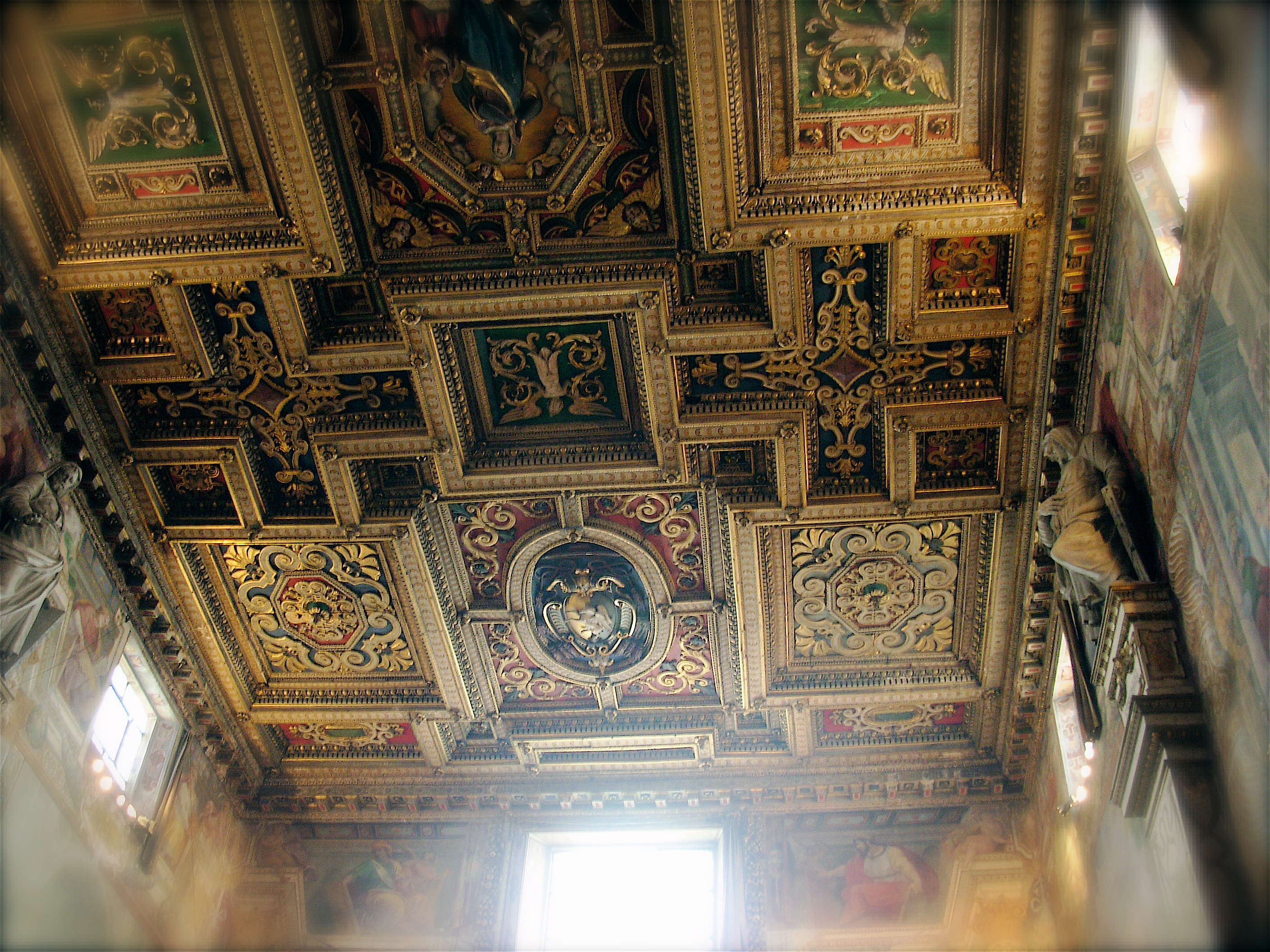
Касетна стеля церкви

Санта-Сусанна (італ. Chiesa di Santa Susanna alle Terme di Diocleziano) — титулярна церква на Квіриналі у Римі, навпроти Санта-Марія-делла-Вітторіа. Церква знаходиться у східній частині Риму на Via XX Settembre, 500 метрів на схід від Квіринальського палацу. З 1958 року є національною церквою католиків США.

## Історія
За переданнями побудована на місті будинку дядька святої Сусанни папи Гая, тут вона в 304 році загинула смертю мучениці. Споруджена поряд на місці мучеництва св. Сузанни і є результатом кількох перебудов.
У 796 році за папи Лева III було добудовано крипту.
У 1475 році за папи Сікста IV проведена реставрація.
Остання за часом перебудова проводилася під керівництвом Карло Мадерно в 1603 році. У багатьох посібниках з історії мистецтв Санта Сусанна згадується як перший в історії приклад архітектури бароко.

## Титулярна церква
Церква Санта Сусанна є титулярною церквою, кардиналом-священиком з титулом церкви Санта Сусанна з 25 травня 1985 року, є американський кардинал, емеритований архієпископ Бостона Бернард Френсіс Лоу.